# Вальтер Шелленберг
Вальтер Фрідріх Шелленберг (нім. Walter Friedrich Schellenberg, 16 січня 1910, Саарбрюкен — 31 березня 1952, Турин) — начальник політичної розвідки служби безпеки (VI управління РЗГА), бригадефюрер СС (з 1944), пізніше — наступник адмірала Канаріса на посту керівника воєнної розвідки Третього Рейху. Член НСДАП з 1933 року.

## Біографія
Народився в 1910 в Саарбрюкені в сім'ї фабриканта роялів Гвідо Шелленберга, де, крім нього, було ще шестеро дітей.
У 1923 році його батьки, в результаті війни опинившись у скрутному матеріальному становищі, переселилися в Люксембург, де знаходився філіал фабрики батька.
У 1929 році почав навчатися в одному з університетів Рейнської області. Спочатку вступив на медичний факультет, потім вирішив за наполяганням батька, зайнятися вивченням права.
Закінчив у 1933 році юридичний факультет Боннського університету. Один з викладачів умовив його вступити в НСДАП (квиток № 4504508) і СС (весна 1933/білет № 124817), пояснивши, що це відкриє йому шлях до кар'єри. Доповіді Шелленберга на тему розвитку німецького законодавства привернули увагу Райнгарда Гейдріха, який запропонував йому роботу в своєму відомстві.
Шелленбергу також вдалося увійти в довіру до Гіммлера. Одного разу Шелленберг врятував йому життя, смикнувши за руку, коли той необережно притулився в польоті до незамкнених дверцят літака.
З його ім'ям пов'язані всі найбільші розвідувальні операції Третього Рейху.
У 1938 за дорученням Гейдріха Шелленберг розробив проект реформування поліцейського апарату Рейху, але проект був відхилений Гіммлером через побоювання конфлікту з цього питання з Гессом.
За визнанням Шелленберга, колишній білогвардійський генерал Скоблін передав начальнику розвідувального бюро при німецькому МЗС Курту Янке і Гейдріху документи про можливий союз генералітету вермахту і РСЧА і змову проти Сталіна, які згодом послужили підставою для «процесу Тухачевського». Сам Шелленберг брав участь у передачі документів до Москви.

### Друга світова війна
У вересні 1939 року в ході Польської кампанії — офіцер для доручень при рейхсфюрері СС.
З 1 листопада 1939 до 1 липня 1941 року очолював відділ Е (контррозвідка) в IV управлінні РЗГА (гестапо). Його безпосереднім начальником був Мюллер, з яким у Шелленберга стосунки не склалися.
Восени 1939 року Шелленберг провів операцію, яка тепер називається Інцидент у Венло, щодо розкриття методів роботи секретних служб Великої Британії, їх взаємодії зі спецслужбами Нідерландів, зв'язків з опозицією в Німеччині. За успішне проведення операції Гітлер особисто нагородив Шелленберга Залізним хрестом I ступеня і запросив на звану вечерю в рейхсканцелярію.
2 липня 1941 переведений в VI управління РЗГА (зовнішня розвідка) і зайняв посаду заступника начальника управління, фактично очолив роботу управління. 24 лютого 1943 року затверджений на посаді начальника VI управління.
З осені 1941 року Шелленберг став розробляти плани укладення сепаратного миру із західними союзниками. Йому було відомо про контакти американського банкіра Сталфорта з Ульріхом фон Хасселем, якому повідомили, що президент Рузвельт готовий простягнути руку німцям за умови фізичного усунення Гітлера.
У серпні 1942 року повідомив про свої плани Гіммлеру. Той спочатку розсердився, але потім, заспокоївшись, доручив Шелленбергу продовжити роботу в даному напрямку.
Отримавши «добро» від Гіммлера, Шелленберг почав через посередників налагоджувати контакти з американською стороною, а також розробляти способи усунення міністра закордонних справ Ріббентропа. Найбільш успішним посередником Шелленберга став князь Гогенлое, який сам шукав шляхи до сепаратного миру. Він також був довіреною особою СД. Гогенлое вступив в контакт з людиною, що мала зв'язки з американцями в Лісабоні (в документах СД він значився як Альфонсо). Однією з умов, висунутих американською стороною, була передача Гітлера в руки союзників живим; в іншому випадку ставала неможливою його десакралізація.
У листопаді 1942 року Гогенлое вдалося встановити контакт з керівником американських секретних служб у Європі Алленом Даллесом.
Шелленберг також організував інтригу проти Ріббентропа. Йому вдалося створити в міністерстві угруповання на чолі зі статс-секретарем бригадефюрером СА Мартіном Лютером. Однак через нерішучість Гіммлера час було згаяно, Ріббентроп дізнався про існування угруповання, її члени, включаючи Лютера, були арештовані і відправлені в концтабори.
Переговори ж із Даллесом провалилися через опір британської сторони. Тоді Шелленберг розширив коло потенційних переговірників, почавши шукати контакти з представниками нейтральних країн.
Шелленберг брав активну участь у ліквідації «Червоної трійки» — частини «Червоної капели» на території Швейцарії, якою керував Шандор Радо (псевдоніми — Дора, Альберт). Йому вдалося налагодити контакти з начальником швейцарської секретної служби бригадним полковником Роже Массоном. Німеччина поставила швейцарській поліції пеленгатори ближньої дії. Однак уже йшов 1943 рік, а швейцарці не «поспішали» виконати свої обіцянки щодо ліквідації «Червоної трійки».
Щоб «налякати» «нейтралів», був виданий «паперовий наказ» про перекидання гірськострілецького корпусу під командуванням генерала Дітля. Насправді до кордонів Швейцарії була на час переміщена тільки частина штабу генерала Дітля і проведена імітація пересування військових з'єднань до кордонів Конфедерації, тільки після цього швейцарська поліція змушена була діяти активніше і «Червона трійка» до кінця 1943 року фактично перестала існувати.
Після невдачі з контактами Гіммлера з німецьким Опором Шелленберг став самостійно розробляти план викрадення Гітлера, проте від цієї ідеї довелося відмовитися через витік інформації і ретельної охорони Гітлера.
У лютому 1944 року після розформування абвера частина його підрозділів перейшла під контроль Шелленберга.
Після самогубства Гітлера Шелленберг прибув разом з Гіммлером під Фленсбург, де перебував новий уряд на чолі з грос-адміралом Карлом Деніцем, причому Гіммлер планував призначити Шелленберга помічником міністра закордонних справ.

### Після війни
3 травня 1945 року Шелленберг прибув в Копенгаген для ведення переговорів про мир за посередництва Бернадота (Густава Адольфа герцога Вестерботтенського), а 6 травня вилетів у Стокгольм, маючи офіційні повноваження на укладення перемир'я в Скандинавії. Однак англійське командування відхилило посередництво шведського Червоного Хреста, і остання місія Шелленберга провалилася.
Після капітуляції Німеччини Шелленберг деякий час жив на віллі Бернадота в Швеції. Проте вже в червні 1945 року союзне командування домоглося його видачі як військового злочинця. Як обвинувачений притягнутий до суду Міжнародного військового трибуналу в Нюрнберзі за справою Вільгельмштрассе. У ході судового розгляду з нього були зняті всі звинувачення, окрім членства в злочинних організаціях, а також причетності до розстрілів військовополонених. 9 листопада 1939 року під керівництвом Шелленберга диверсійна група німецької Служби безпеки (СД) викрала на території нейтральних на той момент Нідерландів двох агентів Секретної служби Британії (SIS) та офіцера голландської розвідки і з боєм прорвалася через кордон назад до Німеччини. За цей військовий злочин Шелленберг отримав із рук Гітлера Залізний Хрест першого ступеня та після війни шість років в'язниці.
11 квітня 1949 року засуджений до 6 років тюремного ув'язнення. У грудні 1950 року за станом здоров'я достроково звільнений. Жив у Швейцарії, а потім був змушений переїхати до Італії. До кінця життя тяжко хворів, помер у віці 42 років, у клініці Форнака (Турин), де готувався до операції на печінці.

### Образ Шелленберга в літературі і кінематографії
- Шелленберг - один з персонажів романного циклу Лори Підгірної про Марка Шведа
- У романах Юліана Семенова і в серіалі «Сімнадцять миттєвостей весни» Шелленберг виступає як начальник Штірліца в роки Другої світової війни. У фільмі його грає Олег Табаков (образ його представлений як надзвичайно привабливий. Критики говорили, що він навіть сприяв появі так званого гламурного нацизму). Родичі, зокрема улюблена племінниця Шелленберга, після перегляду фільму навіть надіслали листа Табакову з виразом найвищого задоволення від його роботи. Вони також використовували радянський фільм як наочний посібник, для того щоб молодші члени сім'ї теж пам'ятали і знали свого «геніального» родича: «Спасибі за те, що були добрі, як дядечко Вальтер, і дали можливість ще раз поглянути на нього!». Історію про лист любив розповідати на своїх творчих вечорах (збереглися аудіозаписи розповіді) актор і бард Юрій Візбор (сам виконав у фільмі роль партайгеноссе Мартіна Бормана).

## Присвоєння звань
- СС-Манн — солдат — 10 січня 1934
- Штурман — єфрейтор — 17 жовтня 1934
- Роттенфюрер — обер-єфрейтор — 15 січня 1935
- Унтершарфюрер — унтер-офіцер — 15 травня 1935
- Шарфюрер — унтерфельдфебель 9 листопада 1935
- Обершарфюрер — фельдфебель 13 вересня 1936
- Унтерштурмфюрер — лейтенант — 20 квітня 1937
- Оберштурмфюрер — старший лейтенант — 30 січня 1938
- Гауптштурмфюрер — капітан — 1 серпня 1938
- Штурмбаннфюрер — майор — 30 січня 1939
- Оберштурмбаннфюрер — підполковник — 1 вересня 1941
- Штандартенфюрер — полковник — 21 червня 1942
- Оберфюрер — комбриг — 21 червня 1943
- Бригадефюрер — генерал-майор — 21 червня 1944

## Нагороди[5]
- Цивільний знак СС (№ 130 902; 1934)
- Йольський свічник
- Перстень «Мертва голова»
- Почесна шпага рейхсфюрера СС
- Спортивний знак СА в бронзі
- Німецька імперська відзнака за фізичну підготовку в бронзі
- Медаль «У пам'ять 13 березня 1938 року»
- Медаль «У пам'ять 1 жовтня 1938» із застібкою «Празький град»

### Друга світова війна
- Залізний хрест 2- го і 1-го класу (12 листопада 1939) — отримав 2 нагороди одночасно за заслуги в секретній операції СД (Інцидент у Венло); вручені особисто Адольфом Гітлером.
- Хрест Воєнних заслуг 2-го і 1-го класу з мечами

## Письменницька діяльність
- Вальтер Шелленберг — автор книги мемуарів «Лабіринт», написаних імовірно в 1951—1952 рр.[3]

## Галерея

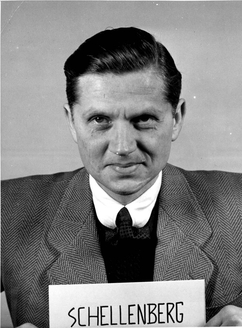
Шелленберг під час процесу у справі «Вільгельмштрассе»